# Diario para mis hijos
Diario para mis hijos (en húngaro: Napló gyermekeimnek) es una película dramática húngara de 1984 dirigida por Márta Mészáros. Se inscribió en el Festival de Cine de Cannes de 1984, donde ganó el Grand Prix Spécial du Jury. En julio de 2021, la película se proyectó en la sección Clásicos de Cannes en el Festival de Cine de Cannes de 2021.

## Reparto
- Zsuzsa Czinkóczi como Juli
- Teri Földi como Magda (voz)
- Anna Polony como Magda, Juli nagynénje
- Jan Nowicki como János
- Sándor Oszter como János (Voz)
- Mari Szemes como Nagymama
- Vilmos Kun como Nagypapa (Voz)
- Pál Zolnay como Nagypapa
- Ildikó Bánsági como Juli anyja
- Éva Szabó como Ilonka (Magda házvezetőnője)
- Tamás Tóth como János fia